# Sophien Kamoun
Pour les articles homonymes, voir Kamoun.
Sophien Kamoun, né le 8 décembre 1965 à Tunis, est un biologiste, généticien, universitaire et chercheur tunisien.
Réalisant des recherches sur les Oomycota, il se voit honoré de deux prix de l'American Phytopathological Society : le prix Syngenta en 2003 et le prix Noel T. Keen en 2013. Il est membre de l'Académie européenne des sciences et de la Royal Society et chef d'unité au laboratoire Sainsbury (en) de Norwich.

## Enfance et études
Fils d'Abdessalem Kamoun, professeur de radiologie à la faculté de médecine de Tunis et de Khadija Lasram, professeure d'arabe et activiste culturelle,, Sophien Kamoun est né le 8 décembre 1965 à Tunis.
Bachelier du lycée des pères blancs de Tunis en 1983, Sophien Kamoun commence ses études universitaires à Paris et y décroche une maîtrise en biologie humaine et génétique de l'université Pierre-et-Marie-Curie en 1987. Durant cette période d'études, il sert comme assistant de recherche à l'Institut Wistar (en) de Philadelphie en 1986.
Par la suite, il poursuit aux États-Unis ses études de doctorat à l'université de Californie à Davis. Il y obtient son doctorat en 1991 tout en travaillant au sein du département de pathologie végétale,. De 1991 à 1994, il travaille au sein du centre de la Fondation nationale pour la science pour l'ingénierie des plantes résistantes aux pathologies, situé à l'Université de Californie à Davis, pour son stage postdoctoral.

## Carrière scientifique

### Début de carrière (1994-2000)
En 1994, Sophien Kamoun commence sa carrière scientifique en tant que chercheur universitaire au sein du département de la phytopathologie de l'université de Wageningue (Pays-Bas), poste qu'il occupe durant trois ans,. En 1998, il rejoigne l'université d'État de l'Ohio en tant que professeur assistant, : il y enseigne la génomique agraire et les interactions plante-microbe.
Durant cette même année, il écrit un article intitulé Resistance of Nicotiana benthamiana to Phytophthora infestans is mediated by the recognition of the elicitor protein INF1. Grâce à cet article et aux travaux qui en découlent, il devient un pionnier de la recherche sur le mildiou de la pomme de terre et d'autres Oomycota, et l'organisateur exclusif de certains congrès sur son domaine d'intérêt, comme l’Oomycete Molecular Genetics Conference et la 23e Fungal Genetics Conference, et un membre du panel des interactions plante-microbe attaché au National Research Initiative Competitive Grants Program du département de l'Agriculture des États-Unis.

### Succès aux États-Unis (2000-2007)
En 2000, il devient un rédacteur agrégé au journal Molecular Plant-Microbe Interactions. En 2002, il fait ses premières découvertes sous la tutelle de la National Science Foundation et entame une série de recherches réussies pour cette dernière, tout en créant certains algorithmes afin de détecter les gènes effecteurs à partir d'un ADN séquencé d'un microbe. La même année, il commence à être un invité d'honneur à certaines conférences réputées comme le Colloquium on Genomes and Pathogenesis de 2002.
Les avancées réalisées dans ces recherches, tout comme la description des gènes pathogènes de l'Oomycota qu'il effectue avec son étudiant doctorant Trudy Torto en 2003 et publie dans les articles Molecular genetics of pathogenic oomycetes et EST mining and functional expression assays identify extracellular effector proteins from the plant pathogen Phytophthora, lui valent le poste de professeur agrégé à l'Université d'État de l'Ohio en 2002 et le prix Syngenta de l'American Phytopathological Society en 2003,,,. Ces performances lui offrent la même année la possibilité d'éditer une section de l’Encyclopedia of Plant and Crop Science, à propos des maladies causées chez les plantes par les Oomycota et champignons, et de devenir un éditeur confirmé du journal Molecular Plant Pathology pour cinq ans.
Après cette année fructueuse, les travaux de Sophien Kamoun s'élabore progressivement et la description des gènes effecteurs des Oomycota se développe grâce aux travaux de recherche réalisés avec l'assistance de certains étudiants doctorants comme Miaoying Tian, Jing Song et Jorunn Bos. À ce titre, il est honoré du Junior Faculty Research Award de l'Ohio Agricultural Research and Development Center (en) (OARDC), du prix de l'enseignement Pomerene de l'Université d'État de l'Ohio en 2004, du WE Krauss Director’s Award for Excellence in Graduate Research Mentorship de l'OARDC, du poste d'éditeur en chef de IS-MPMI Reporter et de celui d'éditeur moniteur du journal Plant Physiology (en) pour trois ans. Il devient également professeur en biologie en 2006 et rejoint le comité des directeurs de la Société internationale pour les interactions moléculaires plante-microbe en 2007, tout en commençant à donner des formations avancées sur la biologie informatique et l'écriture scientifique en 2004.
Sa carrière à l'Université d'État de l'Ohio finit en 2007 pour rejoindre le laboratoire Sainsbury (en) de Norwich, où il obtient plus de moyens pour poursuivre ses recherches,. Néanmoins, il reste en relation avec son université puisqu'il reste membre du comité consultatif externe de son Centre de phytologie appliquée.

### Carrière au Royaume-Uni (depuis 2007)
À Norwich, il est nommé encadreur et chef de groupe au laboratoire Sainsbury,, poste qu'il occupe encore en mars 2018. Il continue à y développer ses recherches en étudiant Phytophthora infestans, un agent pathogène d’une importance historique considérable qui continue de menacer la production de pommes de terre de subsistance et commerciale dans le monde entier, en découvrant et définissant les fonctions biologiques de nombreuses protéines pathogènes sécrétées appelées effecteurs, que les agents pathogènes utilisent pour manipuler leurs hôtes et supprimer l'immunité des plantes, et en révélant comment la coévolution des antagonistes entre les agents pathogènes et les plantes hôtes influe sur l'architecture des génomes de phytopathogènes et accélère l'évolution des gènes effecteurs,, tout en stimulant l'évolution de réseaux complexes de récepteurs immunitaires des plantes,. Grâce à ces contributions, il est nommé au panel scientifique de la BASF, qui encadre les travaux et compétitions scientifiques de cette société, en 2008. En outre, il est nommé professeur honoraire à l'université d'East Anglia, président adjoint de la Société internationale des interactions moléculaires plante-microbe pour un mandat de trois ans et membre au comité consultatif scientifique de la Two Blades Foundation en 2009. Il est aussi nommé directeur du laboratoire Sainsbury pour un mandat de cinq ans qui se termine en 2014,.
En 2008, il écrit un article intitulé Emerging Concepts in Effector Biology of Plant-Associated Organisms qui fut désigné en 2010 comme un article de succès rapide par Thomson Reuters,. C'est pour cela que Science Watch publie une interview de lui à propos de l'article au mois de février 2010. En général, ce genre d'interview scientifique est considéré comme important car il peut servir de prédicateur de l'obtention de prix scientifiques prestigieux dans les années qui suivent. Cette performance est suivie par d'autres succès : Sophien Kamoun devient membre du comité consultatif scientifique de l'Institut Max-Planck de microbiologie terrestre en 2010 et reçoit le prix Daiwa Adrian (en) de coopération entre les laboratoires du Royaume-Uni et du Japon durant la même année. En 2011, il est nommé membre de l'Académie européenne des sciences. En 2012, il est élu président de la Société internationale des interactions moléculaires plante-microbe, pour un mandat de deux ans,, et désigné professeur universitaire à l'Université d'East Anglia et correspondant associé de la section « sciences de la vie » de l'Académie d'agriculture de France. En 2013, il obtient le prix Noel T. Keen de l'American Phytopathological Society pour ses contributions significatives dans le domaine de la biologie agraire. En 2014, il est élu président honoraire de la Société internationale des interactions moléculaires plante-microbe pour un mandat de deux ans et devient le premier biologiste tunisien à entrer dans la liste des chercheurs les plus cités de Thomson Reuters. En 2016, il reçoit le prix du Koweït de la recherche appliquée en alimentation et agriculture décerné par la Fondation du Koweït pour l'avancement des sciences pour l'ensemble de ses travaux en pathologie végétale. Le 9 mai 2018, il devient le premier Tunisien à être élu à la Royal Society, la plus grande société savante du Royaume-Uni. Le 24 mai 2018, il est le premier Arabe à recevoir la Médaille linnéenne, la plus grande récompense décernée par la Linnean Society of London depuis 1888 pour les biologistes ayant significativement contribué au développement de la botanique et de la zoologie,. Le 21 mars 2019, il reçoit le prix du président de la République tunisienne pour la recherche scientifique et la technologie de l'année 2018 grâce à ses travaux de renommée internationale en biologie végétale.

## Publications
- Paul Birch, Anne Rehmany, Leighton Pritchard, Sophien Kamoun et Jim Beynon, « Trafficking arms: oomycete effectors enter host plant cells », Trends in Microbiology, vol. XIV, n°1, 2006, p. 8-11
- Brian Haas, Sophien Kamoun, Michael Zody, Rays Jiang, Robert Handsaker, Liliana Cano et al., « Genome sequence and analysis of the Irish potato famine pathogen Phytophthora infestans », Nature, vol. 461, n°7262, 2009, p. 393-398
- Saskia Hogenhout, Renier Van der Hoorn, Ryohei Terauchi et Sophien Kamoun, « Emerging concepts in effector biology of plant-associated organisms », Molecular Plant-Microbe Interactions, vol. XXII, n°2, 2009, p. 115-122
- Renier van der Hoorn et Sophien Kamoun, « From guard to decoy: a new model for perception of plant pathogen effectors », The Plant Cell Online, vol. XX, n°8, 2008, p. 2009-2017
- Sophien Kamoun, « A catalogue of the effector secretome of plant pathogenic oomycetes », Annual Review of Phytopathology, n°44, 2006, p. 41-60
- Sophien Kamoun, « Molecular genetics of pathogenic oomycetes », Eukaryotic Cell (en), vol. II, n°2, 2003, p. 191-199
- Sophien Kamoun, Peter Hraber, Bruno Sobral, Donald Nuss et Francine Govers, « Initial assessment of gene diversity for the oomycete pathogen Phytophthora infestans based on expressed sequences », Fungal Genetics and Biology, vol. 28, n° 2, 1999, p. 94-106
- Sophien Kamoun, Edgar Huitema et Vivianne Vleeshouwers, « Resistance to oomycetes: a general role for the hypersensitive response? », Trends in Plant Science, vol. IV, n°5, 1999, p. 196-200
- Sophien Kamoun, Pieter van West, Vivianne Vleeshouwers, Koen de Groot et Francine Govers, « Resistance of Nicotiana benthamiana to Phytophthora infestans is mediated by the recognition of the elicitor protein INF1 », The Plant Cell Online, vol. X, n°9, 1998, p. 1413-1425